# 暗闇の果てで君を待つ
『暗闇の果てで君を待つ』（くらやみのはてできみをまつ）は、2009年10月22日にニンテンドーDS用にディースリー・パブリッシャーから発売されている脱出ゲーム要素の強い恋愛アドベンチャーゲーム、および乙女ゲーム。タイトル略称は「クラキミ」。キャッチコピーは「信じる男性と、生き残れ」と「この試練を乗り越えなければ、掴めない愛がある」。
本作には、特典ドラマCDと設定資料集と描き下ろしイラスト使用外箱の付属する限定版と通常版がある。初回購入特典はキャラクターインタビューCD。
電撃オンライン集計のアンケート「2009年度乙女にオススメゲーム」にて断然トップの票を得た。

## ストーリー
林間学校を参加した支倉深雪は、途中に体調を崩した。他の四名同校生と一名外校生と一名教師と一名教育実習生と一緒にバスを乗り、バスでキャンプ地へ戻ることにした。しかし、バスで事故に遭い、気が付く時は皆の者と廃校に閉じ込められていた。そして、「仮面の死神」と名乗る者は、深雪以外の人に七つの大罪を与えた。さらに、内通者がいることを知らせた。深雪は、自分が信頼する人と生き残り、廃校から脱出するのを目指す。

## 登場人物

### メインキャラクター
支倉 深雪（はせくら みゆき）
声：なし
金鳳学院高等学校2年生。
本作の主人公（名前変更可能）。仮面の死神からは「ゲスト」と呼ばれる。女性の筋力で犯行を行うのは無理があることなどから、内通者候補から早々に外される唯一の人物。
葵 水央（あおい みお）
声：高橋広樹
金鳳学院高等学校3年生。蟹座。身長178cm。B型。
生徒会長。葵財閥の次期後継者でもある。小さい頃のトラウマによって、水が苦手。仮面の死神に与えられた罪状は「傲慢」。
桜葉 克己（さくらば かつみ）
声：岩田光央
金鳳学院高等学校2年生。牡牛座。身長173cm。O型。
主人公の家の隣のパン屋「さくらベーカリー」に住む幼馴染。写真部に所属している。七年前に行方不明の姉のことをずっと気にかけている。仮面の死神に与えられた罪状は「憤怒」。
風野 太郎（かざの たろう）
声：藤原祐規
羽生田商業高等学校1年生。射手座。身長163cm。AB型。
ダメな両親と難病の妹を持つので、アルバイトとブログのアフィリエイトで一家の生計を担っている。この混沌とした状況を利用し、大金を得ようと目論んでいる。仮面の死神に与えられた罪状は「強欲」。
穂波 陽介（ほなみ ようすけ）
声：斎賀みつき
金鳳学院高等学校2年生。うお座。身長169cm。A型。
日本人とイギリス人の混血児。テニス部に所属し、秋山朋と共にダブルスを組んでいる。大人しめな外見からは想像もできないほど奔放で毒舌。虫が大嫌い。仮面の死神に与えられた罪状は「怠惰」。
秋山 朋（あきやま とも）
声：阪口周平
金鳳学院高等学校2年生。蠍座。身長186cm。B型。
テニス部に所属し、穂波陽介と共にダブルスを組んでいる。頭より力に頼る傾向があるが、真面目でストイックな性格。穂波からは「ルナ」というあだ名で呼ばれているが、本人は大変気に入っていない。仮面の死神に与えられた罪状は「嫉妬」。
高坂 貴彦（こうさか たかひこ）
声：成田剣
金鳳学院高等学校の化学教師。28歳。天秤座。身長182cm。O型。
唯一の年長者として客観的な立場から物事を見ようとする。仮面の死神に与えられた罪状は「色欲」。

### サブキャラクター
神子元 直樹（みこもと なおき）
声：川田紳司
金鳳学院高等学校の教育実習生。22歳。
脱出ルールを無視し、窓から出たので、最初の犠牲者となった。バッドエンド時にヒントと裏話を教えてくれる。
綿貫 聡（わたぬき あきら）
声：志村知幸
ルポライター。43歳。
取材のため学園を訪れたところを、何者かによって撃たれる。最初は主人公たちに対して疑心暗鬼だったが、手当てを受けたことでとりあえず協力関係を結ぶ。本人曰く、知識は広く浅く。
桜葉 綾子（さくらば あやこ）
声：大原さやか
桜葉克己の姉。七年前に失踪した。校内に流れるアナウンスは彼女の声で、主人公たちを恐怖に陥れる。

## 主題歌
オープニングテーマ「断罪の月」
作詞：大西真弓、作曲・編曲：冨田敦、歌：葵水央（高橋広樹）
エンディングテーマ「アカツキ」
作詞：大西真弓、作曲・編曲：冨田敦、歌：風野太郎（藤原祐規）

## スタッフ
- 企画立案：犬童まゆ
- シナリオ：犬童まゆ
- キャラクターデザイン：ほたか乱
- ディレクター：阿久沢幹
- 音楽：冨田敦
- デザイナー：藤井茜
- プランナー：末廣彩乃

## 商品

### 書籍
- 暗闇の果てで君を待つ 公式ガイドブック （エンターブレイン発行） ISBN 978-4047261884

### CD
- 暗闇の果てで君を待つ Original Soundtrack （2010年12月1日発売）